# حكاية المدينة البعيدة
حكاية المدينة البعيدة (بالتركية: Uzak Şehrin Masalı)؛ هو مسلسل تلفزيوني تركي لعام 2021. عرض على قناة FOX من 12 سبتمبر إلى 14 أكتوبر 2021 ، كل يوم الأحد.

## القصة
يحكي المسلسل قصة رجل هارب وامرأة أخذت أطفالها وغادرت المنزل. القصة التي تبدأ من هنا إلى مكان مختلف تمامًا مع أحداث غير متوقعة.

## طاقم
| الممثل         | الدور  |
| -------------- | ------ |
| أصليهان غونر   | يو ماي |
| سيف السلام     | كورسات |
| تيمور أكار     | عفان   |
| بيغوم بيرغورين | سوناي  |
| زينب ارونات    | علياء  |
| فرات كان أيدين | ايمان  |

## المشاهدات
في 27 سبتمبر 2021 ، أعلنت شبكة FOX عن انهاء المسلسل عند الحلقة الخامسة والتي ستعرض في 14 أكتوبر 2021 ، بسبب انخفاض التقييمات.
| الحلقات | تاريخ البث     | التقييمات |
| ------- | -------------- | --------- |
| 1       | 12 سبتمبر 2021 | 3.53      |
| 2       | 19 سبتمبر 2021 | 3.36      |
| 3       | 26 سبتمبر 2021 | 3.11      |
| 4       | 7 أكتوبر 2021  | 0.66      |
| 5       | 14 أكتوبر 2021 | 1.75      |

## تقويم البث
| الموسم | الموسم | الحلقات | الحلقات | البث الأصلي    | البث الأصلي      | الفترة الزمنية |
| الموسم | الموسم | الحلقات | الحلقات | البث الأول     | البث الأخير      | الفترة الزمنية |
| ------ | ------ | ------- | ------- | -------------- | ---------------- | -------------- |
|        | 1      | 5       | 5       | 12 سبتمبر 2021 | 14 أكتوبر ، 2021 | الأحد          |